# Battle Spirits

Battle Spirits的其中一組預組卡組。

《Battle Spirits》為萬代出品的CARDDASS系列31周年紀念的卡片遊戲，自2008年推出以來，已經推出了73代(加上BSC系列48代以及CB/CBX系列35代，一共156代)的擴充卡包和70副的基本卡組。遊戲總設計師是Mike Elliott。

## 基本規則

### 遊戲準備
- 進行遊戲的雙方必須有各自的一副卡牌總數40張或以上的卡組，卡組沒有上限，同一個名字的卡最多三張。在對戰開始的時候雙方各有五個core作為生命值、預備區有四個Core(一個Soul Core加三個普通Core)和4張手牌。

### 勝利條件
- 遊戲的目標是用手中的卡牌設法將對方的生命值降至0或以下，或迫使對手牌庫在他的回合開始時沒有牌。
- 另外，如卡片效果與規則有衝突，會以卡片效果為主。

## 遊戲概述

### 盤基／卡組（，Deck）
- 一副卡組內必須由40張或以上的卡片所組成。
- 同名的卡片，不論顏色、卡片號碼的不同，都只可以最多入3張。禁卡不能入卡組，有卡片效果是這張卡片能不停放入卡組沒有上限。

- 《転醒》卡只要有其中一面的名字不同，即使另一面的名字一樣，亦視為不同卡片。

#### 卡片種類
Battle Spirits裡面有5種卡。這些卡都可以在遊戲從卡組抽牌所得，且從手牌出牌。
Spirits
- 可用作攻擊對手與阻擋對手的攻擊。
- 召喚Spirits時，須支付左上角所示的Cost，之後放置Lv.1所需或以上的Core到Spirits上。

- 如果Spirits上沒有Core的話，會被當成「消滅」，而破壞時效果亦不能發動。

契約Spirits
- 契約Spirits每一副卡組只能夠放一種類。可選擇在遊戲準備時以公開給對手看再加入手牌，因此效果遊戲準備時手牌會變成(契約Spirits + 3張手牌，一共4張)
- 被《契約煌臨》的契約Spirits，作為煌臨元能夠繼續發揮自身效果。如果玩家的計數值達到一定數量或以上，能夠發揮【OC】效果。
- 當契約Spirits被對手效果離開場地時，可以以「魂狀態」留在場上。

- 契約Spirits在「魂狀態」下不能放core在其身上，不能當作任何輕減，不能攻擊或防禦，不受指定此狀態以外的效果影響，以及發動效果(除非卡片指定此狀態下能夠發動效果)。
- 當在「魂狀態」契約Spirits 符合《契約煌臨》條件時，可以直接《契約煌臨》於「魂狀態」契約Spirits之上。

Brave
- Brave可與達到合體條件的Spirit合體，此狀態被稱為合體Spirits，Brave的效果、標誌、屬性及+BP會追加於Spirits身上。而系統和名稱則不會追加於Spirits身上。

- 通常每隻Spirit只可和一隻Brave合體，但有少量Spirit會因卡牌效果而不能合體或可與一隻以上的Brave合體。

- Brave也可以獨自留在場上當作普通Spirits使用。(但有些會寫不能進行攻擊及防禦)

異魔神Brave
- 擁有系統：「異魔神」的異魔神Brave能夠同時與兩隻Spirits進行合體，有部分異魔神Brave會因Spirits合體時的左右位置不同而發動不同的效果。
- 異魔神Brave不論Spirits狀態時和合體時都不會被疲勞，同時Spirits狀態下不能攻擊或防禦。

神話Brave
- 擁有系統：「神話」可以與創界神Nexus合體的Brave稱為「神話Brave」。
- 神話Brave除了可以與Spirit或Ultimate合體，創界神Nexus亦包含在合體條件中，擁有【スピリット合体中】（Spirit/Ultimate合體中）和【ネクサス合体中】（Nexus合體中）的效果。

Nexus
- Nexus在配置後會一直留在場上，直至被破壞為止。
- 與Spirits不同，Nexus一般情況下可以不用放置Core，便能留在場上並發揮其效果。

創界神Nexus
- 創界神Nexus擁有系統：「創界神」，是一種「只接受以創界神Nexus為對象的效果」的特殊Nexus；同時創界神Nexus上的core只會因自身的【神託】或其他以創界神Nexus為對象的效果增加，以及因以創界神Nexus為對象的效果而使其上面core減少。
- 創界神Nexus除【神託】及以上效果外，還另外擁有最少一種、數量為兩個的效果，包括【神技：*】、【神域】、【転神：*】(*為將創界神Nexus上面的core移至空間的數量，且最少為1)。

- 不同的創界神Nexus所擁有【神技：*】、【神域】或【転神：*】會有不同的效果。

- 部分創界神Nexus擁有特殊的神標誌，能在特定情況下用作六種屬性的減輕標誌。

創界石Nexus
- 創界石Nexus擁有系統：「創界石」，是一種「只接受以創界石Nexus為對象的效果」以及沒有持有標誌的特殊轉醒Nexus；同時創界石Nexus上的core只會因自身的【解封】或其他以創界石Nexus為對象的效果增加，以及因以創界石Nexus為對象的效果而使其上面core減少。
- 創界石Nexus除【解封】及以上效果外，還另外擁有《転醒》和【神秘】兩個效果。

- 不同的創界石Nexus所擁有《転醒》和【神秘】會有不同的效果。

- 《転醒》後，創界石Nexus會反至卡牌背面，變成一般的異魔神Brave或Spirits(此時兩者能受到任何效果影響)。

Magic
- Magic於支付費用後便可發動效果，但效果發動後需要放置到墓地。

- Magic通常擁有一個或以上，且發動時機不同的效果

- 藍色波浪紋的效果只能在主要階段使用，而黃色閃電的效果能在主要階段/Flash時間使用。

Ultimate
- 比Spirits更為強力，但有着作為限制的不同召唤條件。
- 擁有特殊的究極標誌，能在特定情況下用作六種屬性的減輕標誌。

### 晶核（，Core）
另譯能量，為對戰者使用卡片能力時所需付出的應對代價、使用卡片或提升等級時需要的東西。
Soul core
- 每位玩家於每場戰鬥中只有一個的特別的晶核，於2015年4月11日起追加，並自此成為了對戰開始時的必需配置。
- 自起始卡組【戦国紅蓮】(SD29)和擴充包【烈火伝 第1章】(BS31)起，部份卡牌有根據Soul core是否位於特定位置，或從某特定位置將Soul core轉移至特定位置而發動的效果，因而增加Battle Spirits的戰略性。
- Soul core也會受core移除效果影響，但除了將全部core移除的效果外，發動效果的玩家可以選擇是否移動Soul Core。
- 當需要從以Soul core維持最低等級的晶核所需數的卡的上的Soul core轉移至其他卡時，可以用目標上的晶核進行交換，且不當作被消滅。

### 場地配置
卡組（Deck）
- 玩家的卡組會放置於此。

生命值（Life）
- 放置於此的晶核，會當作生命值。
- 此區域的晶核不能用於支付費用，只能透過承受傷害或卡片效果減少和增加其數量。
- 生命值減少時，晶核通常會移至下方的預備區。
- 當此區域的晶核數量為0，玩家會即時敗北。

預備區（Reserve）
- 放置未使用的Core的地方。在每個回合的回複階段時，所有在廢棄區的core會移至此。

廢棄區（Trash）
- 右中方的區域用於放置被破壞的卡和已發動效果的Magic
- 右下方的區域是用晶核支付費用後，晶核暫時放置的場所。

場地（Field）
- Magic以外的卡均於支付費用後需放置於此。

爆烈區（Burst）
- 於2011年9月16日起追加的新區域。
- 玩家可以將擁有Burst，Burst轉召，或Soul Burst的卡反轉配置於此。
- 於2020年5月起，「爆裂」的位置不再是場地上，而是變更為「爆裂區」(バーストエリア)，在爆裂狀態期間解決爆裂效果的位置也變更為爆裂區。因為這個變更，已設置的爆裂不能再受到以場上卡牌為對象的效果影響。
- 於2021年4月26日起，推出了新效果「幻影(ミラージュ)」。在主要階段支付「幻影」需求的費用後，可由手牌中將正面朝上設置在爆裂區的效果。
- 因此，在爆裂區每回合可以各設置一張擁有幻影的卡片和一張擁有爆裂的卡片一次。同時設置兩張時，將幻影卡重疊在爆裂卡上面。

空間
- 遊戲版圖外的一個區域，用於放置未用於遊戲內的Core的地方。
- 玩家每回合的core階段可以將1顆core追加至預備區。

手牌
- 遊戲版圖外的一個區域，用於放置玩家卡組抽取卡後未使用的卡牌的地方。
- 玩家每回合的抽牌階段可以從卡組抽取一張卡至手牌。
- 手牌數量沒有上限。

手邊
- 遊戲版圖外的一個區域，用於放置因效果而被放置至「手元」的卡牌。
- 於玩家自己面前公開的卡牌， 除非有特別列明的效果， 否則都能作為手牌使用。

計數區
- 用於新推出的雙面卡玩法"轉醒"以及"契約", 卡片因其規則或效果可以增加core至這個區域， 計數區會是發揮某些效果的條件
- 此區域的core不計算入場地， 不受指定這個區域以外的效果影響、使用

### 回合流程
對戰以回合計算，一個回合共分為以下七個階段:
- 開始階段 玩家宣告回合開始的階段。
- Core階段 玩家從空間將1顆晶核追加至預備區的階段
- 抽牌階段 玩家從卡組抽取一張卡的階段。
- 回復階段 場地上的卡全部變成回復狀態，將廢棄區的晶核移至預備區的階段。
- 主要階段 玩家可以召喚Spirits、Brave、Ultimate,配置Nexus、Burst、幻影卡,使用Magic的階段。
- 攻擊階段 玩家可以進行攻防的階段。攻擊階段的流程依順序可分為以下部分:

- 攻擊宣言 該回合的玩家疲勞一隻Spirits或Ultimate，以此下達攻擊指令
- Flash時間 玩家能夠於此時使用Magic的Flash效果和其他卡的效果，以加強攻勢或防礙對方的攻勢。Flash時間由防守方開始，然後雙方輪流用直至雙方都不用。
- 防守宣言 被攻擊的玩家可選擇疲勞一隻Spirits或Ultimate進行防禦，或選擇以生命值承受傷害(港譯為「用生命值硬接!」)
- Flash時間 與上面的Flash時間一樣。被攻擊的玩家選擇以生命值承受傷害的話，此部份會被略去。
- 戰鬥計算 被攻擊的玩家選擇以生命值承受傷害的話，此部份會被略去。
- 戰鬥處理

- 結束階段 玩家宣告回合結束的階段。

除了第一回合跳過Core階段及攻擊階段或受到卡片效果影響而不能夠進行某些階段外，即使甚麼也不做也不能省略自己的階段

## 用語

### 卡片相關
顏色
- 卡片的屬性顏色，分為紅、紫、綠、白、黃及藍六種顏色。部分卡片本身或在合體後會出現超過一種顏色的屬性，稱為「混色」。
- 卡片的戰徽形態，分為紅、紫、綠、白、黃、藍、究極(金色)及神(水滴)八種。
- 六種顏色各有特色，玩家可以根據自己的風格選擇適合的顏色建構自己的卡組。

各屬性特點：
- - 紅屬性：擅於攻擊，破壞卡片和抽牌。

- - 白屬性：擅長防禦，把對手卡片返回手牌或牌組。

- - 紫屬性：能夠移除對手core，從廢棄區復活等效果。

- - 綠屬性：擅於增加己方core，疲勞對手等效果。

- - 黃屬性：擅長運用魔法，注重戰術技巧，能夠回復生命值。

- - 藍屬性：擅長妨礙對手行動，能夠破棄對方牌組。

費用（Cost）
- 卡片召喚所需要的晶核數。

標誌（Symbol）
- 攻擊時可以削減對手生命值的個數。能夠用於減輕支付費用。

減輕標記
- 有效時作為召喚費用可減少使用core數，每一個減輕標記需要於場上有一個與減輕標記一樣顏色的戰徽才可以當作有效，而一個場上的戰徽只可以令一個減輕標記有效。

BP
Spirits的戰鬥力。戰鬥時，BP較低的Spirits會被破壞，若敵我雙方的Spirits BP一樣的話，則雙方同時被破壞。
等級
分為LV1~LV6，能透過放置更多的Core而提升等級。
- Spirit的最低等級是lv1，最高等級是lv4。
- Ultimate的最低等級是lv3，最高等級是lv6。

系統
- 卡牌的種族總稱。(亦存在擁有多於一種系統的卡片)
- 玩家也可以根據自己的風格選擇適合的系統建構自己的卡組。

稀有度
卡牌中有不同的稀有度，是在抽中該卡的機率參考指標。
在稀有度中有高低之分，分別是以下各種：
- 10th X (10thX Rare,10週年 X)
- XX (XX Rare,俗稱Double X)
- 転醒X(TX Rare)雙面卡
- 契約X (CX Rare)
- X (X Rare)
- M (Master Rare)
- 転醒R(TR Rare)雙面卡
- R (Rare)
- U (Uncommon) 現已取消/統一為common
- C (Common)

- XX Rare是由擴充包【烈火伝 第1章】(BS31)起開始出現的稀有度，其稀有度比X Rare更高。

- Uncommon自擴充包【十二神皇編 第1章】(BS35)起已經取消。

另外有限定商品或附屬商品專用的稀有度，例子有P,CP,EX,SJ，其中稀有度為 PX的卡只有在公式比賽中或大賽會場中才能得到。

### 對戰相關
回復狀態
只有此狀態的 Spirit/Ultimate/Brave 能阻擋和攻擊。
疲勞狀態
陷入疲勞狀態的 Spirit/Ultimate/Brave 不能阻擋和攻擊，此狀態的 Nexus 亦能發揮效果。
重疲勞狀態
陷入重疲勞狀態的 Spirit/Ultimate/Brave 不能阻擋和攻擊,能視為疲勞狀態，但需要回復兩次才回復至回復狀態。
攻擊（Attack）
利用場上的Spirit/Ultimate/Brave攻擊對手，該戰魂在攻擊後會進入疲勞狀態。
防禦（Block）
讓場上的Spirit/Ultimate/Brave進行防禦或阻截，該戰魂在防禦後會進入疲勞狀態。

## Battle Spirits 動畫系列
長篇動畫
| 名稱                             | 導演            | 製作公司    | 放送期間                      | 話数   |
| -------------------------------- | --------------- | ----------- | ----------------------------- | ------ |
| Battle Spirits 少年突破馬神      | 本鄉滿          | 日昇動畫    | 2008年9月7日 - 2009年9月6日   | 全50話 |
| Battle Spirits 少年激霸彈        | 西森章          | 日昇動畫    | 2009年9月13日 - 2010年9月5日  | 全50話 |
| Battle Spirits Brave             | 西森章          | 日昇動畫    | 2010年9月12日 - 2011年9月11日 | 全50話 |
| Battle Spirits 霸王              | 西森章 渡邊正樹 | 日昇動畫    | 2011年9月18日 - 2012年9月2日  | 全50話 |
| Battle Spirits Sword Eyes        | 渡邊正樹        | 日昇動畫    | 2012年9月9日 - 2013年9月8日   | 全50話 |
| 最強銀河 究極ZERO Battle Spirits | 渡邊正樹        | 日昇動畫    | 2013年9月22日 - 2014年9月21日 | 全49話 |
| Battle Spirits 烈火魂            | 杉島邦久        | BN Pictures | 2015年4月1日 - 2016年3月30日  | 全51話 |
| Battle Spirits Double Drive      | 杉島邦久        | BN Pictures | 2016年4月6日 - 2017年3月29日  | 全51話 |

網絡短篇動畫
- 《Battle Spirits Saga Brave》
- 《Battle Spirits 赫盟的加雷特》
- 《Battle Spirits Mirage》

## 電子遊戲產品
- Battle Spirits Digital Starter (2010年8月5日，DS / 3DS)

## 外部連結
- （日語）Battle Spirits 日本官方網站（页面存档备份，存于）
- （繁體中文）Battle Spirits 台灣官方網站（页面存档备份，存于）
- （繁體中文）Battle Spirits 台灣官方專頁的Facebook專頁
- （日語）Battle Spirits Digital Starter  日本電子遊戲DS官方網站（页面存档备份，存于）